# 大住真梨子
大住 真梨子（おおすみ まりこ、1985年7月10日 - ）は、神奈川県出身のタレント・フリーアナウンサーである。
玉川大学リベラルアーツ学部卒業、所属事務所は圭三プロダクション（「圭三塾」第22期生）。

## 主な出演番組
- ずばり!横濱（tvk）
- 戦国鍋TV 〜なんとなく歴史が学べる映像〜（tvk）- 「MUSIC TONIGHT」のコーナーで「浅井三姉妹」として出演。
- 産隆大學應援團（フジテレビ）
- 牙狼-GARO-（第3話）（テレビ東京） - 千佳 役
- KID'S NEWS（北陸朝日放送・朝日ニュースター）
- バカリズム THE MOVIE